# Monika Małkowska
Monika Małkowska (ur. 1950 w Warszawie) – polska krytyczka sztuki, projektantka mody, dziennikarka i publicystka kulturalna.

## Wykształcenie i działalność dydaktyczna
Absolwentka warszawskiej ASP (dyplom 1975 na Wydziale Grafiki Warsztatowej). W 2009 na tej samej uczelni obroniła doktorat pod tytułem „Niech żyją krytycy”. Wykładała w Europejskiej Akademii Sztuk i w Wyższej Szkole Dziennikarstwa im. Melchiora Wańkowicza, a po obronie doktoratu prowadziła zajęcia na Wydziale Sztuki Mediów i Scenografii warszawskiej ASP.

## Kariera dziennikarska
Pisze do prasy codziennej (od 1994 do 2010 związana z „Rzeczpospolitą”) i branżowych periodyków (obecnie do Sztuki.pl i Werandy). Od początku lat 90. XX wieku współpracuje z radiem (I, II, III program Polskiego Radia oraz Tok FM) i TVP (od czterech lat – z TVP Kultura). Od września 2016 jest stałą felietonistką Polskiego Radia 24.
W Trójce prowadziła autorskie audycje o sztuce i szeroko pojętej kulturze. Była gospodynią „Niewidocznej strony sztuki” (2016-2018), „Obrazków z wystawy” (2018-2020) i „Francuskiego łącznika” (2020-2022). Przygotowywała także środowe wydania „Klubu Trójki” (2016-2022), a także kilkanaście wydań „Trójki pod Księżycem” (2022-2023). Okazjonalnie na tej antenie prowadziła specjalne audycje muzyczne, np. z okazji Zaduszek czy Wielkiej Soboty.
Zasiadała w kapitule nagrody kulturalnej „Paszport Polityki”.